# Нечаев, Василий Михайлович
Васи́лий Миха́йлович Неча́ев (1860—1935) — российский юрист и переводчик, профессор Юрьевского и Санкт-Петербургского университетов.

## Биография
Сын священника. По окончании курса в Московском университете был оставлен при нём для приготовления к профессорскому званию и занимался под руководством С. А. Муромцева, М. М. Ковалевского и П. Г. Виноградова.
После сдачи магистерского экзамена, в 1885 году В. М. Нечаев был командирован за границу Российской империи, где занимался под руководством профессоров Генриха Бруннера, Генриха Дернбурга, Виндшейда, Зома, Лабанда, Фюстель де Куланжа и Эсмена.
В 1888 году Нечаев В. М. назначен исправляющим должность доцента по специальностям римское и гражданское право в Демидовский юридический лицей.
В 1889 году Василий Михайлович Нечаев переведен приват-доцентом в Новороссийский университет по кафедре гражданского права и судопроизводства.
В 1893 году назначен исправляющим должность экстраординарного профессора по той же кафедре в Юрьевский университет. Занимал эту должность по 1902 год. Позже работал юрисконсультом в Министерстве юстиции, также был присяжным поверенным. В 1902—1917 гг. приват-доцент, затем — профессор кафедры гражданского права Санкт-Петербургского университета. Также работал профессором Высших женских курсов, был членом редакционной комиссии по составлению нового проекта Гражданского уложения Российской империи.
В. М. Нечаевым были написаны ряд рецензий и критико-биографических заметок в журналах «Юридический вестник», «Русская мысль» и «Журнале Министерства Юстиции», ряд статей по римскому и гражданскому праву в «ЭСБЕ» (а также для ЭСГ) и перевод книги Готтхольда Юлиуса Рудольфа Зома «Институция римского права» (Москва, 1888).
После 1917 года — член Арбитражной комиссии при СТО (до 1931 года).
С 1922 года — профессор, затем научный сотрудник кафедры гражданского права в Петроградском университете.
Умер в Москве, похоронен на Новодевичьем кладбище. Точная дата смерти неизвестна.

### Рецензии В. Нечаева
- Ефимов В. В. Очерки по истории древне—римского родства и наследования. Санкт-Петербург, 1885 [Текст] / В. Нечаев. // Юридический вестник. — 1885. — Том XX. [Книга первая. Сентябрь — Книга четвёртая. Декабрь]. — С. 753—757.
- К. Дыновский. Задачи цивилистического образования и значение его для гражданского правосудия. Одесса. 1896 : / В. Нечаев. // Журнал Министерства юстиции. [№ 3, Март — № 4, Апрель]. — С.-Петербург: Типография Правительствующего Сената, 1896. — № 4. — С. 337—343.
- Новгородцев П. Историческая школа юристов, её происхождение и судьба. Опыт характеристики основ школ Савиньи в их последовательном развитии. М. 1896: [Рецензия] // Журнал Министерства юстиции. [№ 9. Ноябрь — № 10. Декабрь]. — С.-Петербург: Типография Правительствующего Сената, 1896. — № 10. — С. 300—311.
- Проф. И. Е. Энгельман. Учебник русского гражданского судопроизводства. Юрьев, 1899 [Текст] / В. Нечаев. // Журнал Министерства юстиции. — 1900. — [№ 9. Ноябрь — № 10. Декабрь]. — С. 237—246.
- Hermann Lutzau. Streitzuge auf dem Gebiete der Theorie und Praxis des provinciellen Privatrechts. Riga, 1902 [Текст] // Журнал Министерства юстиции. — 1902. — [N 7. Сентябрь — N 8. Октябрь]. — С. 337—344.
- Ф. В. Тарановский. Сравнительное правоведение в конце XIX века. Варшава, 1902 [Текст] / В. Нечаев. // Журнал Министерства юстиции. — 1902. — [№ 7. Сентябрь — № 8. Октябрь]. — С. 344—348.
- Федор Самарин. О мирской надельной земле. Москва, 1902; А. Никольский. Земля, община и труд. Особенности крестьянского правопорядка, их происхождение и значение. Санкт-Петербург, 1902; Петр Лохтин. К вопросу о реформе сельского быта крестьян. Москва, 1902 [Текст] / В . Нечаев. // Журнал Министерства юстиции. — 1903. — [№ 1. Январь — № 2. Февраль]. — С. 306—319.
- Вопрос о недрах и развитие горной промышленности в XIX столетии. Составил член горного совета князь Абамелек-Лазарев. Санкт-Петербург, 1902 [Текст] / В. Нечаев. // Журнал Министерства юстиции. — 1903. — [№ 3. Март — № 4. Апрель]. — С. 360—371.
- И. Е. Энгельман, заслуженный проф., почетный член Императорских ун-тов Св. Владимира и Юрьевского. Учебник русского гражданского судопроизводства. Изд., 2- е, испр. и доп. Юрьев, 1904 [Текст] / В. Нечаев. // Журнал Министерства юстиции. — 1904. — [№ 7. Сентябрь — № 8. Октябрь]. — С. 254—256.
- Ф. В. Тарановский. Юридический метод в государственной науке. Очерк развития его в Германии . Историко-методологическое исследование. Варшава, 1904 [Текст] / В. Нечаев. // Журнал Министерства юстиции. — 1905. — № 7. Сентябрь. — С. 336—342.
- Система русского гражданского права. К. Анненкова. Т. V. Права семейные и опека. Санкт-Петербург, 1905 [Текст] / В. Нечаев. // Журнал Министерства юстиции. — 1905. — № 7. Сентябрь. — С. 342—348.
- Политическая энциклопедия под ред. Л. З. Слонимского. Т. I. вып. 1 (Ааргау — Антисемитизм) [Текст] / В. Нечаев. // Журнал Министерства юстиции. — 1906. — № 5. Май . — С. 430—434.
- Гражданские законы Калифорнии в сравнительном изложении с законами Нью-Йорка и других восточных штатов и с Общим правом Англии и Северной Америки. Сочинение Кронида Малышева, члена Высочайше утверждённой редакционной комиссии для составления проекта гражданского уложения. Три тома. Санкт-Петербург, 1906 [Текст] / В. Нечаев. // Журнал Министерства юстиции. — 1906. — № 7. Сентябрь. — С. 306—312.